# 斯卡都要塞
斯卡都要塞意为“要塞之王”（The king of Forts）是巴基斯坦吉尔吉特-巴尔蒂斯坦斯卡都的一座要塞。澳大利亚登山家和电影制片人格雷戈·查尔德写道：“这座要塞位于河流交汇处的上方，可以俯瞰斯卡都的岩石景观。”

## 历史
这座要塞在16世纪末由阿里·谢尔国王建造。在古拉卜·辛格领导下效力的多格拉·拉吉普特家族左拉瓦尔·辛格将军意识到要塞在城镇中地理位置的重要性，于是他出兵占领了要塞。这次军事行动是他将巴尔蒂斯坦地区吞并入查谟-克什米尔土邦的诸多军事行动的一部分。1857年，在兰比尔·辛格的领导下，要塞被摧毁。莫卧儿皇帝奥朗则布也试图占领这座要塞，但徒劳无功。

### 第一次克什米尔战争
在1947年的第一次克什米尔战争期间，查谟-克什米尔土邦国家军队在塔帕中校的指挥下部署在要塞内。吉尔吉特童子军和国家军队的叛军在巴基斯坦军队的指挥下，包围了要塞。1948年2月11日，巴基斯坦军队与斯卡都要塞驻军展开了战斗。双方进行6个小时交火之后，袭击方撤退了。2月14日，巴基斯坦军队再次围攻要塞，双方发生新一轮的战斗。围攻持续了六个多月。最后克什米尔军队耗尽了弹药和口粮，于1948年8月13日分批离开了这个要塞。8月14日要塞投降。据报道，除了被俘虏的塔帕中校和他的锡克教徒组织，其余的人都被侵入者杀害。斯卡都成为巴基斯坦控制的克什米尔的一部分，最终改名为吉尔吉特-巴尔蒂斯坦。

### 巴基斯坦境内
美国登山家罗伯特·贝茨和查尔斯·休斯顿在书中写道，他们在参观要塞时受到热情的招待。

## 图册

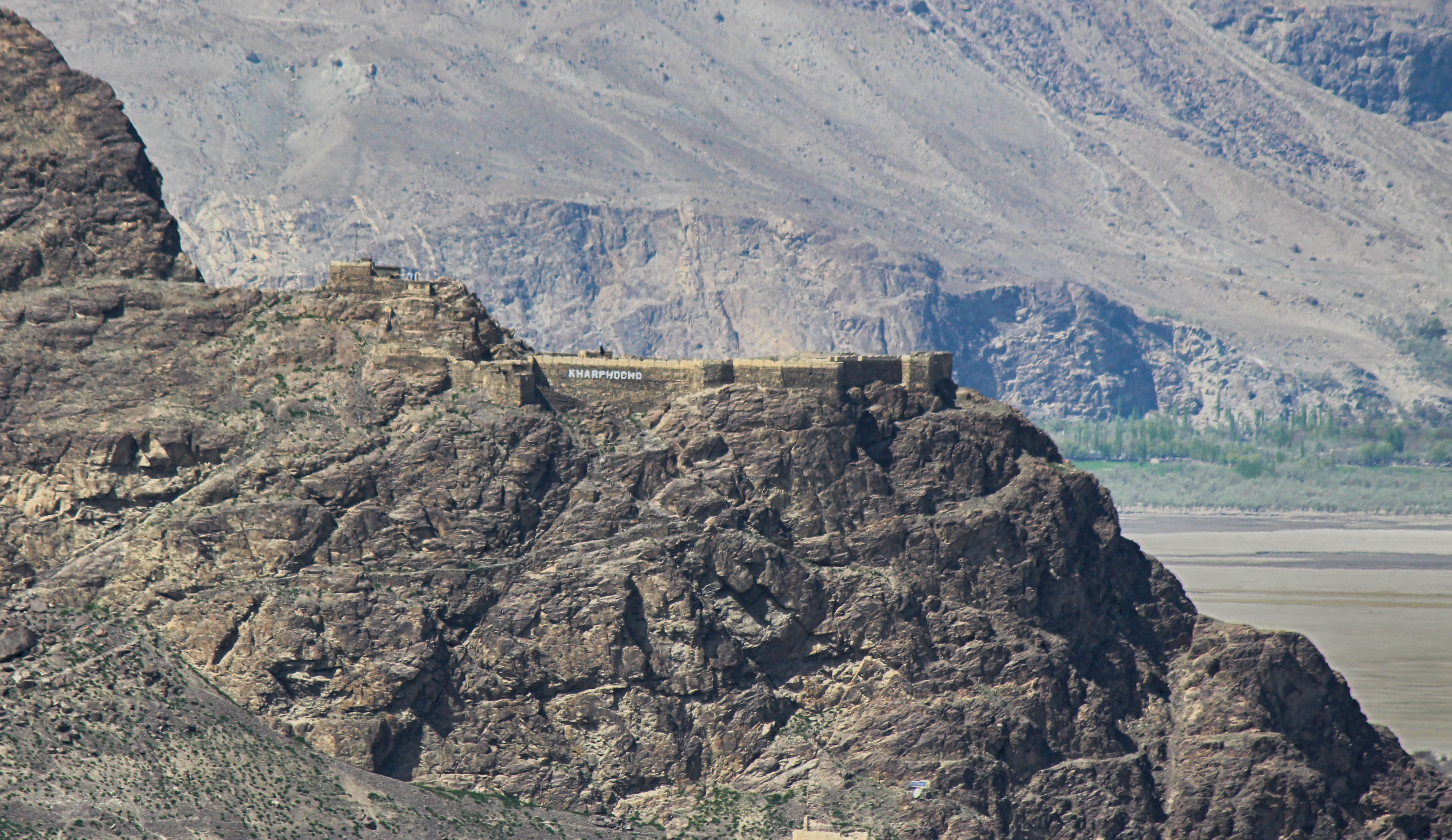
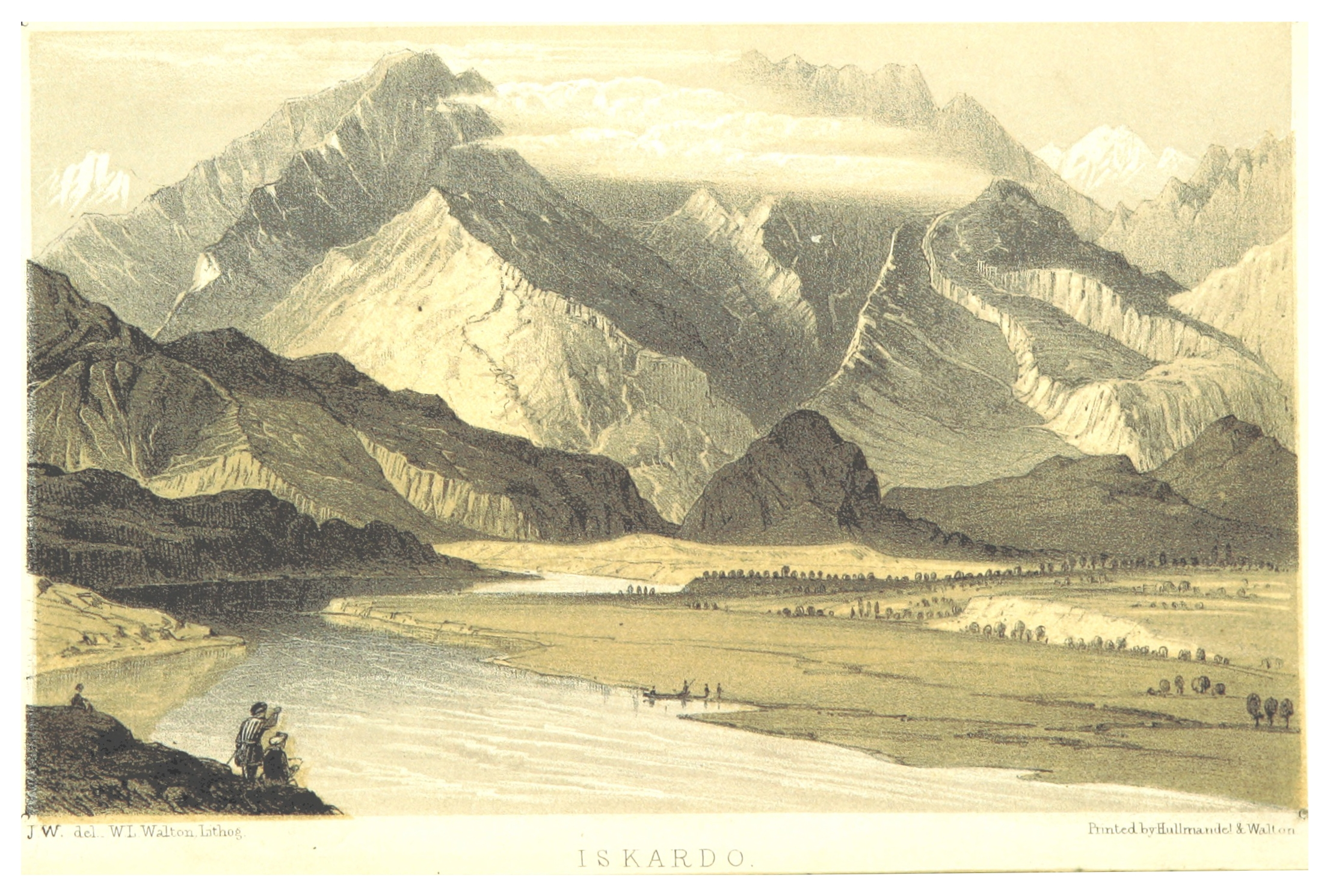
在要塞上看斯卡都山谷
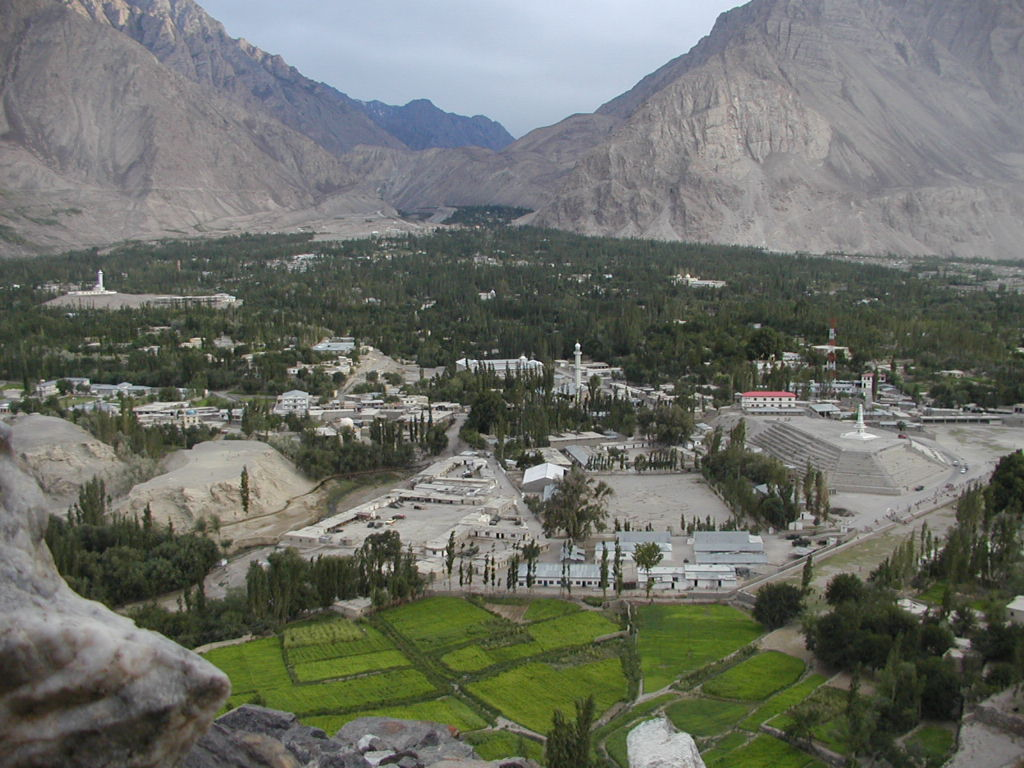
在要塞中可以看到今天的斯卡都镇
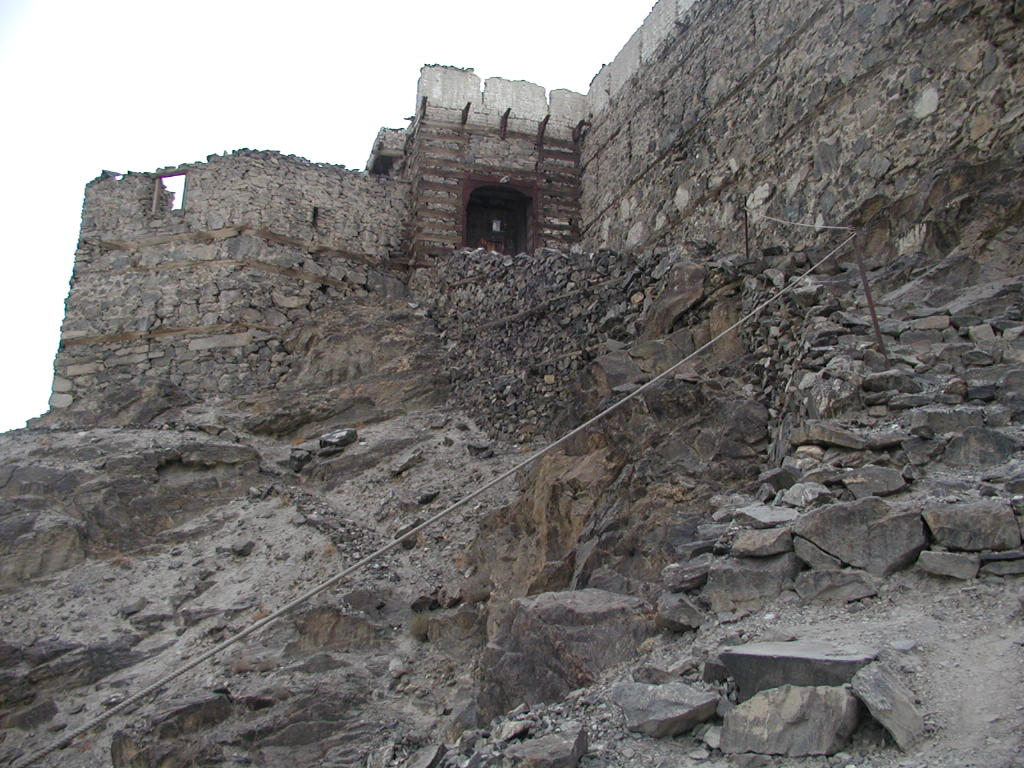
斯卡都要塞入口
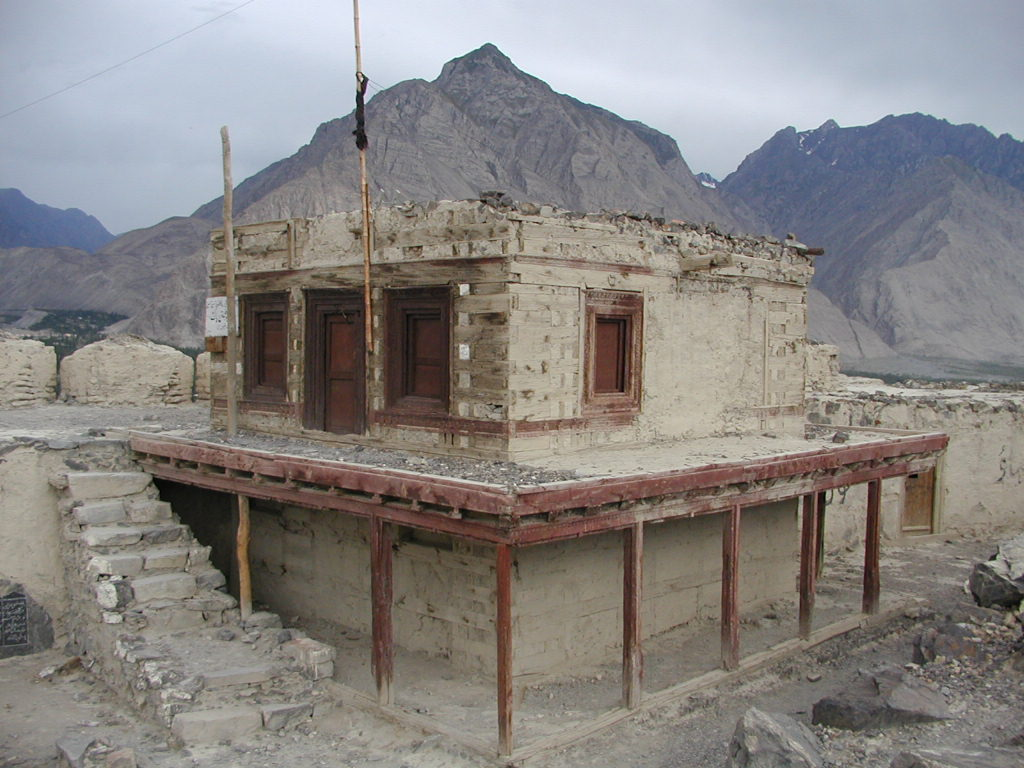
要塞中古老的清真寺
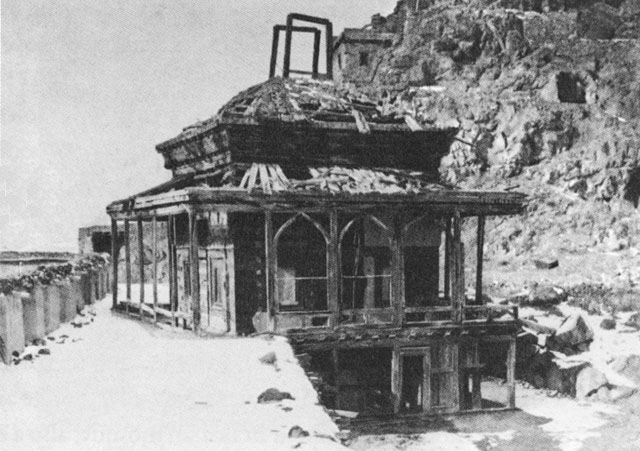
斯卡都要塞1924年的照片